# Osteocephalus vilarsi
Osteocephalus vilarsi es una especie de anfibio anuro de la familia Hylidae.

## Distribución geográfica
Esta especie es endémica de Brasil. Se encuentra con Taracuá en Amazonas.

## Etimología
Esta especie lleva el nombre en honor a Arthur Vilars.

## Publicación original
- Melin, 1941: Contributions to the knowledge of the Amphibia of South America. Göteborgs Kungliga Vetenskaps och Vitter-Hets Samhalles Handlingar, vol. 88, p. 1–71